# XCOR Aerospace
A XCOR Aerospace era uma empresa privada estadunidense voltada ao desenvolvimento de voo espacial privado e de motor de foguete baseado no Porto Espacial e Aéreo de Mojave, em Mojave, Califórnia, Espaçoporto e Aeroporto Internacional de Midland em Midland, Texas e na área de Amsterdã, nos Países Baixos. A XCOR foi dirigida por Jeff Greason, que era o seu diretor executivo.
Em maio de 2016, a XCOR começou a demitir funcionários e, em 2017, a empresa encerrou suas operações e entrou com um pedido de falência.